# Les hommes ne regardent pas le ciel
Pour plus de détails, voir Fiche technique et Distribution.
Les hommes ne regardent pas le ciel (Gli uomini non guardano il cielo) est un film biographique italien réalisé par Umberto Scarpelli et sorti en 1952.

## Synopsis
En 1914, le pape Pie X, profondément attristé et inquiet à la pensée de l'immense tragédie qui menace l'humanité, met tout en œuvre pour empêcher le déclenchement de la Première Guerre mondiale. Alors qu'il s'apprête à recevoir l'ambassadeur d'Autriche-Hongrie, en prévision de cet important entretien, le pape se recueille dans la prière. Son neveu, un jeune prêtre, tente de le réconforter et lui rappelle les différentes étapes d'une existence sur laquelle le Seigneur a si manifestement répandu ses bénédictions. Il se souvient de la bourse qu'il a reçue pour ses études au séminaire, de l'amour pour les enfants et les pauvres qu'il a manifesté en tant que curé, de sa charité généreuse dans la mission pastorale de Mantoue, des succès apostoliques à Venise.
Le prêtre rappelle le Conclave, avec l'épisode mémorable du veto de l'empereur d'Autriche, farouchement rejeté par le Collège des cardinaux : et le vote qui s'ensuivit, qui, malgré les ferventes supplications du candidat, conduisit à l'élection du cardinal Sarto. Tout le pontificat de Pie X est conforme à l'uniforme : Instaurare omnia in Christo : dans le colloque décisif, l'envoyé du gouvernement royal impérial voit se dresser devant lui la figure du défenseur de la paix et de la collaboration fraternelle. Puis le Pontife partit célébrer la Sainte Messe : pour la dernière fois, puisqu'avec la Victime eucharistique, il consommait son propre sacrifice.

## Fiche technique
- Titre français : Les hommes ne regardent pas le ciel[1]
- Titre original italien : Gli uomini non guardano il cielo[2]
- Réalisation : Umberto Scarpelli
- Scénario : Eugenio Bacchion, Giuseppe De Mori, Enzo Duse (it), Ettore Maria Margadonna, Umberto Scarpelli
- Photographie : Romolo Garroni (it)
- Montage : Dolores Tamburini (it)
- Musique : Umberto Mancini (it)
- Décors : Paolo Volta
- Société de production : Cinelia Film
- Pays de production :  Italie
- Langue originale : italien
- Format : noir et blanc - 1,37:1 - Son mono - 35 mm
- Genre : film biographique
- Durée : 94 minutes
- Dates de sortie : 
  - Italie : 17 septembre 1952
  - France : 9 juin 1954

## Distribution
- Henri Vidon : Giuseppe Sarto, Pape Pie X
- Tullio Carminati : Cardinal Rafael Merry del Val
- Isa Miranda : comtesse
- Luigi Tosi : Don Battista Parolin, neveu du pape
- Lamberto Picasso : cardinal Luigi Oreglia
- Filippo Scelzo (it) : cardinal Andrea Carlo Ferrari
- Sandro Ruffini : prince Mario Chigi
- Mario Mazza : cardinal Mariano Rampolla
- Corrado Annicelli : conseiller du ministre autrichien
- Antonio Centa : secrétaire du pape
- Giannina Chiantoni : première sœur du pape
- Teresa Franchini : deuxième sœur du pape
- Miranda Campa : mère du pape
- Armando Migliari : médecin du pape
- Giorgio Teglio : Giuseppe Sarto enfant